# Chardinia orientalis
Chardinia es un género monotípico de plantas con flores perteneciente a la familia de las asteráceas. Su única especie: Chardinia orientalis. Es originaria del Oriente Medio, Grecia y Asia Central.

## Taxonomía
Chardinia orientalis fue descrita por (L.) Kuntze y publicado en Trudy Imp. S.-Peterburgsk. Bot. Sada 10: 201. 1887
Sinonimia
- Chardinia macrocarpa K.Koch
- Chardinia orientalis (L.) Briq.
- Chardinia xeranthemoides Desf.
- Xeranthemum annuum var. orientale L.
- Xeranthemum orientale (L.) Mill.[5]